# Chibli Chemayel
Chibli Chemayel ou Chibli Chumayyel ou Shibli Shumayyil (em árabe: شبلي شميل), é um intelectual de origem greco-católica nascido em Kfarchima (Líbano) em 1850 e falecido no Cairo em janeiro de 1917. Ele traduziu e comentou a primeira obra darwinista em árabe.

## Formação
Chibli Chumayyel formou-se em medicina no Syrian Protestant College em Beirute (um estabelecimento que em 1920 se tornou a Universidade Americana de Beirute).
Para escapar da opressão otomana na Síria, Chibli Chumayyel se estabeleceu como médico em Tanta, no Egito, e, após dez anos, foi para o Cairo, onde fundou em 1886 a revista médica Al-Shifa, que deixou de ser publicada cinco anos depois. Mas ele continuou a escrever para jornais como al-Muqtataf.
Chumayyel também criticou as políticas do Império Otomano na Síria. Com Salama Moussa, ele publicou al-Mustaqbal (o Futuro) no Cairo, revista que foi proibida pelos britânicos em 1914.  Partidário do socialismo e do darwinismo, ele lutou por um governo garantindo emprego, educação e assistência médica para a população e combateu o sistema jurídico imposto pelo Império Otomano. 

## Darwinismo
Como muitos intelectuais otomanos de sua época, Shibli Shumayyil aprendeu a teoria da evolução de Darwin sob a perspectiva materialista de Ludwig Büchner e Ernst Haeckel.  Em 1885, ele traduziu e comentou uma obra de Büchner, primeiro livro que vulgarizou o darwinismo em árabe. 
Ele também traduziu Hipócrates para o árabe e comentou obras do filósofo islâmico Avicena. Seus escritos jornalísticos incluíam reforma social, escritos científicos, romances, peças e poemas. 